# Vervoortihelcon scaramozzinoi
Vervoortihelcon scaramozzinoi är en stekelart som beskrevs av Van Achterberg 1997. Vervoortihelcon scaramozzinoi ingår i släktet Vervoortihelcon och familjen bracksteklar. Inga underarter finns listade i Catalogue of Life.